# Академия вампиров (роман)
«Охотники и жертвы» (Vampire Academy)— первый роман из серии книг про академию вампиров Райчел Мид.

## Сюжет
Роза Хэзевей — дампир, наполовину морой и наполовину человек, которая тренируется, чтобы стать опекуном в академии вместе со многими другими, как она. В их мире есть хорошие и плохие вампиры: морои, которые мирно сосуществуют среди людей и берут кровь только у доноров, а также обладают способностью контролировать один из четырёх элементов — воду, землю, огонь или воздух; и стригои, кровососущие, злые вампиры, которые пьют, чтобы убить. Роза и другие стражи-дампиры обучены защищать мороев и убивать стригоев на протяжении всего их образования. Её лучшая подруга — принцесса Василиса Драгомир (Лисса), морой и последняя из её линии, с которой у неё почти нерушимая связь. Роза может чувствовать эмоции Лизы через свою связь и иногда может войти в её тело, не зная, когда её эмоции слишком сильны. Роза и Лисса сбежали из своей школы, академии вампиров, два года назад и выжили благодаря принуждению и питаясь друг другом. Они переезжали из мест в места, но на этот раз их поймали школьные опекуны и вернули в их школу.

## Реакция
Книга получила положительные отзывы со средним показателем Goodreads 4,19/5 на основе 227 620 оценок. Она была включена в список «Quick Picks for Reluctant Young Adult Readers» и зарекомендован "Booklist, teenbookstoo.com и Voice of Youth Advocates (VOYA). «Академия вампиров» также заняла четвёртое место после романа Стефан Мафер «Затмение», романа Джоан Роулинг «Гарри Поттер и Дары Смерти» и «Дневник слабого ребёнка» в списке ALA’s teens top 10. Серия «Академия вампиров» также входила в десятку лучших бестселлеров журнала New York Times в подразделении детских книг.